# Escola d'estiu
Una escola d'estiu és el conjunt de cursos de perfeccionament del professorat que se celebren a l'estiu aprofitant el període de vacances.
Al Principat de Catalunya, les escoles d'estiu van ser introduïdes per Eladi Homs (que les havia vist funcionar als Estats Units) el 1914 i foren organitzades per la Diputació de Barcelona i la Mancomunitat de Catalunya.
Entre 1924 i 1929 no es van celebrar per motius polítics, a causa del règim dictatorial de Primo de Rivera.
Foren restablertes el 1930 per iniciativa de la Diputació de Barcelona i a partir del 1931 de la Generalitat de Catalunya. Aquesta segona època es va perllongar fins al 1935, any a partir del qual van quedar paralitzades a causa de la darrera Guerra Civil espanyola.
Durant el franquisme no se'n tornà a parlar fins al 1966, any en què l'Associació de Mestres Rosa Sensat recuperà la tradició que a partir del 1968 s'estengué als altres Països Catalans i més endavant arreu de l'Estat espanyol.
En totes les èpoques, les escoles d'estiu han estat un termòmetre de la renovació pedagògica i un intent de vincular l'escola amb la realitat sociocultural i sociolingüística del país.